# Reação fotoquímica
No campo da fotoquímica, uma reação fotoquímica é uma reação química que é induzida por luz (seja visível, seja invisível). Reações fotoquímicas são encontráveis em química orgânica e inorgânica e ocorrem diferentemente de reações termicamente induzidas. Reações fotoquímicas não são somente úteis mas também podem ser prejudiciais, como na fotodegradação de muitos materiais, e.g. do cloreto de polivinila. Uma aplicação em larga escala de fotoquímica é a tecnologia de fotoresistência, usada na produção de componentes microeletrônicos. A visão é iniciada por uma reação fotoquímica da rodopsina.